# Прюньо, Тьерри
Тьерри́ Прюньо́ (фр. Thierry Prungnaud; род. 1956) — ветеран антитеррористического подразделения Французской жандармерии GIGN. Особо отличился 26 декабря 1994 года в ходе операции по освобождению заложников, захваченных террористами в самолёте A300 в Алжире. Аджюдан-шеф в отставке. Кавалер ордена Почётного легиона.

## Биография
Родился в 1956 году в городе Пуатье, Франция. После окончания начальной школы начал свою трудовую деятельность, получил сертификат автомеханика (фр. Certificat d'aptitude professionnelle, CAP). 
В 1976 году был призван на военную службу в 57-й пехотный полк на военной базе Комп де Сож (недалеко от Бордо). Вернувшись из армии в звании сержанта, Тьерри Прюньо продолжил свою трудовую деятельность. В 1977 году он решил пройти конкурс, чтобы вступить в жандармерию, что ему в итоге успешно удалось. После стажировки в школе жандармерии в Шарантоне был направлен в 1-й пехотный полк Республиканской гвардии в Келлерман. В этом подразделении он окончил несколько специальных курсов (курсы десантника, командира и снайпера).
В 1981 году Тьерри Прюньо был переведён в специальную Группу вмешательства французской жандармерии (GIGN). За время своей службы участвовал в ряде операций, в том числе, в формировании президентской гвардии в Руанде в 1992 году.
После начала геноцида в Руанде летом 1994 года Тьерри Прюньо принимал участие в операции «Бирюза» французских вооружённых сил. Позднее в соавторстве с французской журналисткой Лорой де Вюльпен написал книгу «Silence Turquoise» об этих событиях.
Особо отличился 26 декабря 1994 года в ходе операции по освобождению заложников, захваченных террористами в самолёте A300 в Алжире. Airbus A300B2-1C авиакомпании Air France с 12 членами экипажа и 220 пассажирами на борту должен был начать выполнять рейс 8969 из Алжира в Париж, когда был захвачен четырьмя вооружёнными террористами из Вооружённой исламской группы, которые затем убили трёх пассажиров. Целью террористов было направить авиалайнер на Париж и взорвать его над Эйфелевой башней, тем самым выразив протест французскому правительству. 26 декабря по пути в Париж самолёт совершил посадку в Марселе для дозаправки, где его и штурмовали бойцы GIGN.
Тьерри Прюньо первым вбежал внутрь салона самолёта, и двумя выстрелами убил одного террориста и ранил другого, прежде чем сам упал от трёх очередей из автоматов. Получив 7 пулевых ранений и будучи контужен взорвавшейся гранатой, он, тем не менее, остался жив. Через 17 минут штурма все четверо террористов были мертвы, при этом ни один из заложников не погиб. Сам самолёт получил критические повреждения и был списан.
Из интервью Тьерри Прюньо:

Такое происходит в считанные секунды. За пять секунд с момента входа я нейтрализовал троих и сам оказался на полу. Пока я стоял на трапе в ожидании начала штурма, у меня повысился адреналин. Нам всем стало страшно. Тот, кому не страшно — просто больной, с ним нужно расстаться, ему нечего делать в GIGN. Стоя на трапе, мы говорили, что запросто можем сыграть в ящик. Мы пожали друг другу руки. Это был очень сильный момент. Я видел лица ребят. Мы говорили: «нас отправляют на бойню». А когда открылась дверь, все страхи ушли. Мы полностью сосредоточились на том, что нужно делать. Мы помнили утреннюю тренировку.
Оригинальный текст (фр.)Tout peut se jouer en quelques secondes. C'est en cinq secondes que j'entre, que j'en neutralise trois et que je me retrouve par terre. Avant l'assaut, quand on est sur les passerelles, l'adrénaline monte. On commence à avoir tous la trouille. Celui qui n'a pas la trouille, c'est un malade, il vaut mieux qu'il s'en aille, il n'a rien à faire au GIGN. Sur la passerelle, on se regarde, on se dit qu'on va au carton. On se serre tous la main. C'était un moment très fort. Je voyais le visage des gars. On se disait “ on va à l'abattoir ”. Au moment où la porte s'ouvre, ce n'est plus une question de peur. On est complètement focalisé sur ce qu'on doit faire. On se remémore l'entraînement du matin.

Три месяца провёл в госпитале, где, по его словам, перенёс 19 общих анестезий, остановку сердца. Врачи дважды хотели провести ампутацию, но всё обошлось. Несколько пуль от автомата Калашникова так и остались в его теле, и по его словам, «теперь когда я прохожу через рамку металлоискателя, всё начинает звенеть». После выздоровления 4 года служил инструктором по стрельбе в GIGN, выйдя в отставку в 49 лет. Аджюдан-шеф в отставке.

## В культуре
В 2010 году по мотивам угона самолёта A300 в Алжире был снят французский фильм «Штурм» (режиссёр Жульен Леклерк), в котором роль Тьерри Прюньо сыграл актёр Венсан Эльбаз. По оценке Тьерри Прюньо, который посмотрел фильм шесть раз, он снят очень добротно и очень реалистично; по его мнению, это документальный фильм о нём самом.

## Награды
Французские государственные награды:
- кавалер ордена Почётного легиона (декрет от 19.04.1995)
- Национальная медаль Признательности жертвам терроризма (декрет от 5.03.2021)
- Воинская медаль
- крест Воинской доблести с бронзовой звездой
- крест Бойца
- медаль Национальной жандармерии с гренадой
- медаль Заморских территорий (с пристёжкой "Руанда")
- серебряная медаль Национальной обороны
- золотая почётная медаль «За мужество и самоотверженность»[фр.]
- серебряная почётная медаль «За мужество и самоотверженность» 1-й степени
- медаль «За военное ранение» (7 ранений)
- Тюремная медаль

Иностранные награды:
- Национальный орден Мира (фр. Ordre national de la Paix, Руанда)

## Публикации
- Laure de Vulpian, Thierry Prungnaud. Silence Turquoise. Rwanda, 1992—1994, Responsabilités de l’Etat français dans le génocide des Tutsi. DON QUICHOTTE (20 septembre 2012). — 348 pp. ISBN 2-35949-092-3